# Îles Inishkea
Les îles Inishkea (en irlandais : Inis Cé ; en anglais : Inishkea Islands) forment un archipel d'Irlande situé à trois kilomètres des côtes occidentales du pays, au large de la péninsule de Mullet. La population était très isolée mais assez prospère jusqu'au début du xxe siècle, et possédait des traditions religieuses originales. Les îles sont actuellement désertes, les habitants ayant émigré dans les années 1930, quelques années après une catastrophe maritime qui tua dix jeunes pêcheurs des îles. Une faune abondante, notamment de phoques gris et de bernaches nonnettes, trouve aujourd'hui refuge sur l'archipel.

## Géographie
Les huit îles sont constitués de rochers de schiste granitique datant de plus de 200 millions d'années. L'île du nord mesure 2 km de long sur 2 km de large. Elle se présente comme une grande plaine sablonneuse avec quelques reliefs à l'ouest et au sud, il y a très peu d'eau courante et un étang. En 1920, une section d'Inishkea nord se détacha du reste de l'île. L'île sud, de 3 km de long sur 1 km de large est plus montagneuse.

### îles de l'archipel
- Inishkea Nord (Inis Gé Thuaidh, 2,07 km2)
- Inishkea Sud (Inis Gé Theas, 1,84 km2)
- Carricknaweelion (Carraig na bhFaoileán, 0,23 km2)
- Carrickaport (Carraig an Phoirt, 0,14 km2)
- Carrickawilt (Carraig an Mhoilt, 0,07 km2)
- Carrickmoylenacurhoga (Carraig Bhéal na gCaróg, 0,07 km2)
- Carrigee (Carraig Aodha, 0,04 km2)
- Rusheen (An Roisín, 0,02 km2)

## Étymologie
Le terme ancien d'insula Gedig daterait peut-être d'avant le  XIIe siècle. Il dériverait peut-être du nom de sainte Gé qui aurait habité l'île sud. Mais le nom de l'île vient peut-être aussi du gaëlique Inis Gé, signifiant îles des oies, l'archipel étant connu depuis toujours comme un refuge pour l'oie bernache nonnette.

## Histoire

### Préhistoire et Antiquité
Les premiers habitants, dont on sait peu de choses, remontent aux âges de bronze et de fer. Un atelier de récolte et de transformation du murex pour fabriquer la précieuse pourpre est découvert par Françoise Henry et daterait du VIIe siècle.

### Monachisme irlandais
Les fouilles archéologiques ont révélé la présence de ruines d'un établissement érémitique sur une dune dans la partie est de l'île du nord, au large de la presqu'île de Blacksod. Inishkea n'échappe donc pas à la grande vague du monachisme irlandais entre le VIe siècle et le Xe siècle. Aucun texte n'indique qu'il y avait un monastère sur Inishkea, mais il ne fait aucun doute, au vu du grand nombre de dalles portant des motifs religieux, que les îles faisaient partie d'un groupe d'établissements érémitiques sur les îles au large du Mullet à cette époque.
Les invasions Vikings vont anéantir les populations de ces îles très exposées aux envahisseurs maritimes. Il semble que l'archipel va être déserté pendant presque un millénaire, jusqu'à la fin du XVIIIe siècle.

### Recolonisation à la fin duXVIIIesiècle

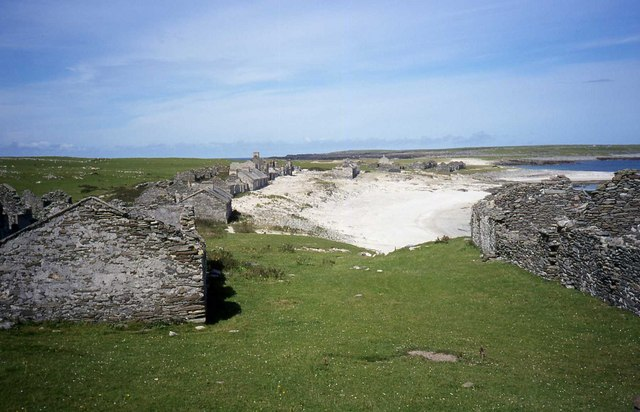
Inishkea sud

Les îles sont recolonisées à la fin du XVIIIe siècle par des Gaëls qui avaient quitté leurs terres dans l'Ulster à la suite des conflits religieux. La terre est la propriété de la famille Cormick jusqu'au major Mickael Cormick, mort sans descendance en 1836. Un lointain héritier, John Walshe vend les îles à l'état en 1906. Jusqu'alors, les paysans louent la terre qu'ils habitent et exploitent. Ils sont organisés en une communauté sous l'autorité d'un responsable — un « roi » —, issu de la famille Kean au sud et Lavelle au nord. Ce système communautaire disparaît au milieu du XIXe siècle et chaque famille est désormais responsable de son propre terrain. En 1855, un visiteur dénombre 18 familles sur Inishkea Nord, et 35 familles sur Inishkea Sud.
Les îles sont alors très isolées mais relativement prospères par rapport à leurs voisins de la terre ferme, d'autant que leur isolement les mettaient souvent à l'abri des collecteurs de taxes et des douaniers. Ils vivent principalement de la pêche, notamment au homard que des hommes allaient pécher sur Inishglora, où ils restaient de six semaines à deux mois dans des huttes. 
Les insulaires furent relativement épargnés par la Grande famine irlandaise car le mildiou se développa peu sur l'archipel. Par ailleurs les habitants avaient une culture d'autosuffisance, vivant principalement de leurs propres produits - poissons, pommes de terre, lait et beurre,. 
Une autre source de revenus était la piraterie, assez fréquente au XIXe siècle sur les côtes ouest de l'Irlande. Ils pouvaient soumettre les équipages de cargos immobilisés par des volées de pierres et détournaient leurs cargaisons de farine. Alors que le reste de la région de Mullet est ravagé par la famine, la population des îles continue d'augmenter. Ils tiraient également des revenus d'un whisky de contrebande, appelé Poitín, apprécié des amateurs. Ces activités attirèrent l'attention des autorités qui affectèrent des gardes-côtes sur place. La piraterie cessa mais les alambics continuèrent à fonctionner, cachés sur des cordes dans les cavernes marines.
En 1908, l’état redistribue les terres, les paysans deviennent pour la première fois leurs propres propriétaires. Une station baleinière norvégienne s'installe à Rusheen au début du XXe siècle, apportant un peu de richesse mais aussi des tensions dans les îles.
Pour leurs courses, les habitants se rendaient occasionnellement à Belmullet pour s'approvisionner en farine, sucre, thé. Une épicerie existait sur l'île du Nord. Les jeunes hommes étaient adeptes du sémaphore et pouvaient rester en contact avec le monde extérieur lorsque les îles étaient soumises à la météo. Les jours d'élection, il y avait un isoloir uniquement sur Inishkea Sud, de sorte que, lorsque le temps était mauvais, comme ce fut le cas en 1925, les habitants d'Inishkea Nord étaient privés de leur droit de vote.

### catastrophe maritime de 1927 et abandon des îles
Dans la nuit du 27 au 28 octobre 1927, une tempête s'abat sur 30 currachs partis pêcher en mer, tuant dix hommes : huit d'Inishkea sud et deux d'Inishkea  nord, surtout des jeunes célibataires et un père de sept enfants Cette catastrophe va profondément bouleverser les insulaires. Vers 1933 et malgré de nombreuses réticences, le gouvernement irlandais installe les insulaires sur la terre ferme, entre Surgeview et Glosh, sur la péninsule de Mullet,. Le dernier survivant du naufrage, Pat Reilly, est mort en 2008 à l'âge de 101 ans.

## Traditions

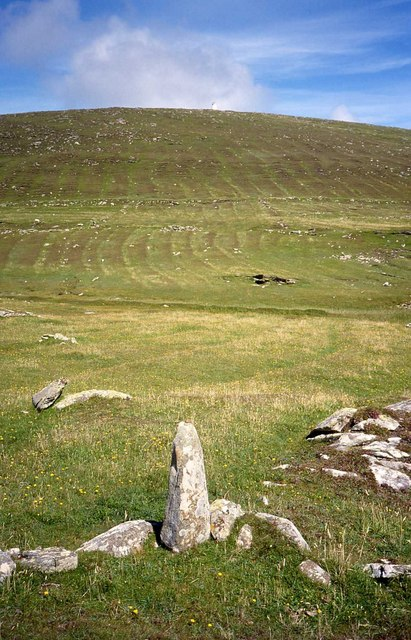
Inishkea sud

De nombreux auteurs au XIXe siècle ont disserté sur les pratiques religieuses originales des habitants des îles, les considérant souvent avec mépris comme des païens non-évangélisés, les derniers vestiges attardés d'une traditions séculaires,.
La réalité est sans doute différente. D'une part, la longue interruption de présence humaine dans les îles, du Xe siècle au XVIIIe siècle rend évidemment impossible la persistance dans l'archipel d'une tradition païenne ininterrompue,. D'autre part, il ne semble pas que les traditions et superstitions des insulaires aient été très différentes de celles de leurs voisins du Mullet ou de toute l'Irlande, la religion irlandaise étant depuis toujours « un étrange mélange de culte catholique et de vieilles coutumes et superstitions païennes ».
L'attention des visiteurs et des auteurs s'est surtout portée sur une idole de pierre, surnommée Naomhóg (ou Neevougee), d'origine inconnue, très vénérée par les insulaires et à laquelle on attribuait des pouvoirs surnaturels. Ils prétendaient qu'elle était aussi puissante pour calmer une tempête lorsque leurs propres bateaux étaient en mer, que pour en soulever une pour leur apporter une épave lorsqu'un navire passait près de l'île,. Un visiteur de 1851 la décrit comme « enveloppée dans un canal et adorée comme un Dieu ». Elle était habillée d'un nouveau costume de flanelle filée à la main chaque année. La pierre sacrée était de forme cylindrique, elle a été décrite comme une idole priapique, mais il semble que son nom signifie plutôt petit saint ou petit canot. Son utilisation comme pierre rituelle pour provoquer des précipitations l'a fait comparer à une pierre manale.
Lorsque le père O'Reilly, vicaire des îles à la fin du XIXe siècle, voulu faire preuve d'autorité sur les pratiques païennes de ses ouailles, il jeta le Naomhóg à la mer dans les années 1890. Comme le zélé religieux est mort peu de temps après, les insulaires furent convaincus que sa mort était le résultat direct de la destruction de leur idole. Ils ne purent d'ailleurs la solliciter pour calmer la tempête soudaine de 1927 qui provoqua la tragédie maritime et l'abandon des îles.

## Faune et flore

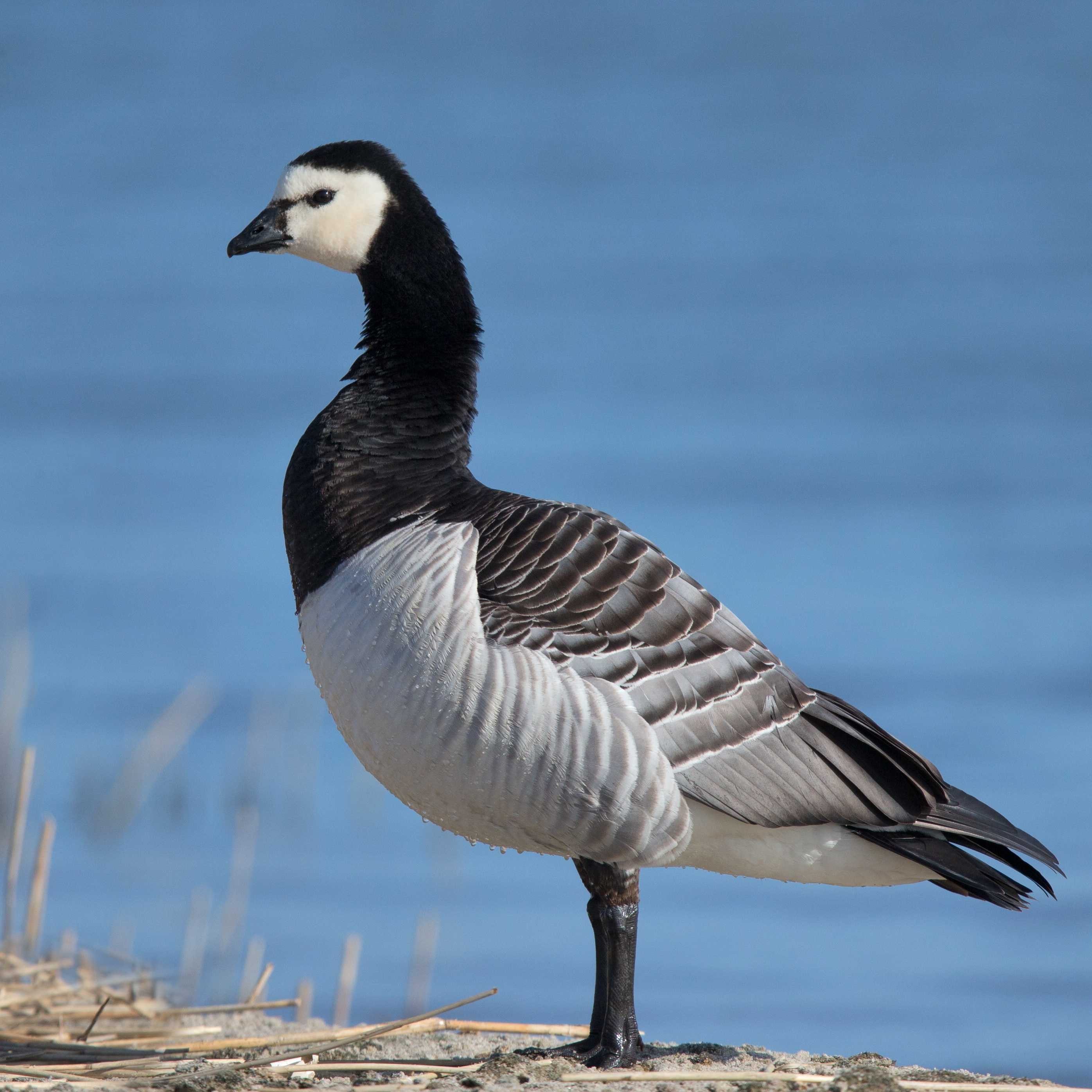
une bernache nonnette

La localisation des îles et leur solitude en font un lieu privilégié pour de nombreux d'oiseaux, en particulier la bernache nonnette dont 2500 individus y séjournent d'octobre à avril et qui repartent l'été nidifier au Groenland. D'autres espèces sont également présentes comme le pipit maritime, le fulmar boréal, le bécasseau sanderling, la barge rousse ou encore le faucon pèlerin, etc..
Des centaines de phoques gris se reproduisent aujourd'hui autour des îles.